# بات هنت
بات هنت (بالإنجليزية: Pat Hunt)‏ هو سياسي نيوزلندي، ولد في 19 يناير 1931. انتخب عضو مجلس النواب النيوزيلندي.